# Nombre primitif
En mathématiques récréatives, un nombre primitif[réf. nécessaire] est un entier n > 0 pour lequel le nombre de nombres premiers qui peut être obtenu en permutant une partie ou la totalité de ses chiffres (en base dix) est plus grand que le nombre de nombres premiers que l'on peut obtenir de la même façon avec n'importe quel entier strictement positif plus petit. Les nombres primitifs ont été introduits par Mike Keith (en).
Le tableau suivant montre les sept premiers nombres primitifs.
| Nombre primitif | Nombres premiers obtenus                    | Nombre de ces nombres premiers |
| --------------- | ------------------------------------------- | ------------------------------ |
| 1               |                                             | 0                              |
| 2               | 2                                           | 1                              |
| 13              | 3, 13, 31                                   | 3                              |
| 37              | 3, 7, 37, 73                                | 4                              |
| 107             | 7, 17, 71, 107, 701                         | 5                              |
| 113             | 3, 11, 13, 31, 113, 131, 311                | 7                              |
| 137             | 3, 7, 13, 17, 31, 37, 71, 73, 137, 173, 317 | 11                             |

Le plus grand nombre de nombres premiers obtenus à partir d'un nombre primitif à n chiffres est, pour n de 1 à 11 :
1, 4, 11, 31, 106, 402, 1 953, 10 542, 75 447 et 398 100 et 3605464.
Le plus petit nombre primitif à n chiffres permettant d'atteindre ce nombre de nombres premiers est, respectivement :
2, 37, 137, 1 379, 13 679, 123 479, 1 234 679, 12 345 679, 102 345 679, 1 123 456 789 et 10 123 456 789.
Le plus petit nombre primitif composé est 1 037 = 17×61.
Les dix plus petits nombres primitifs premiers sont :
2, 13, 37, 107, 113, 137, 1 013, 1 237, 1 367 et 10 079.

## En base douze
- Si vous ne connaissez pas le sujet, laissez ce bandeau (vous pouvez alors contacter les auteurs).
- Si vous supprimez le contenu mis en cause (vous pouvez préalablement contacter les auteurs),

argumentez précisément cette suppression dans la page de discussion
(un manque de référence n'est pas un argument ; une recherche réelle de référence doit avoir été effectuée, être formellement documentée).
En base douze, les nombres primitifs sont (en utilisant les deux et trois inversés pour dix et onze, respectivement) :
1, 2, 13, 15, 57, 115, 117, 125, 135, 157, 1017, 1057, 1157, 1257, 125Ɛ, 157Ɛ, 167Ɛ, ...
Le nombre des nombres premiers qui peuvent être obtenus à partir des nombres primitifs (écrit en base dix) :
0, 1, 2, 3, 4, 5, 6, 7, 8, 11, 12, 20, 23, 27, 29, 33, 35, ...
| Nombre primitif | Nombres premiers obtenus                     | Nombre (écrit en base dix) de ces nombres premiers |
| --------------- | -------------------------------------------- | -------------------------------------------------- |
| 1               |                                              | 0                                                  |
| 2               | 2                                            | 1                                                  |
| 13              | 3, 31                                        | 2                                                  |
| 15              | 5, 15, 51                                    | 3                                                  |
| 57              | 5, 7, 57, 75                                 | 4                                                  |
| 115             | 5, 11, 15, 51, 511                           | 5                                                  |
| 117             | 7, 11, 17, 117, 171, 711                     | 6                                                  |
| 125             | 2, 5, 15, 25, 51, 125, 251                   | 7                                                  |
| 135             | 3, 5, 15, 31, 35, 51, 315, 531               | 8                                                  |
| 157             | 5, 7, 15, 17, 51, 57, 75, 157, 175, 517, 751 | 11                                                 |

On peut remarquer que 13, 115 et 135 sont composés : 13 = 3×5, 115 = 7×1Ɛ, et 135 = 5×31.